# Aktiv galakse
 For alternative betydninger, se Agn (flertydig).
I en aktiv galakse antages der at være et sort hul med en masse som milliarder af stjerners (MBH). Herudover har aktive galakser stjerner ligesom galakser.
En aktiv galakse sender mere energi ud fra f.eks. kernen, end summen af dennes stjerners minus den aktive del; ca. 10-1000 gange.
Aktive galakser findes i disse typer: Seyfert, kvasar og blazar. Aktive galakser kaldes med et engelsk akronym også for AGN (Active Galaxy Nuclei). De aktive galaksevarianter formodes at være af samme type, set fra forskellige synsvinkler, men det er ikke afklaret og derfor er de klassificeret forskelligt.
Nogle aktive galakser udsender en stråling på 1012 gange Solens.